# Toplița
Toplița (în maghiară Maroshévízⓘ) este un municipiu în județul Harghita, Transilvania, România, format din localitățile componente Călimănel, Luncani, Măgheruș, Moglănești, Secu, Toplița (reședința), Vale, Vâgani și Zencani. La ultimul recensământ din 2011, localitatea avea 13.285 de locuitori.

## Geografie

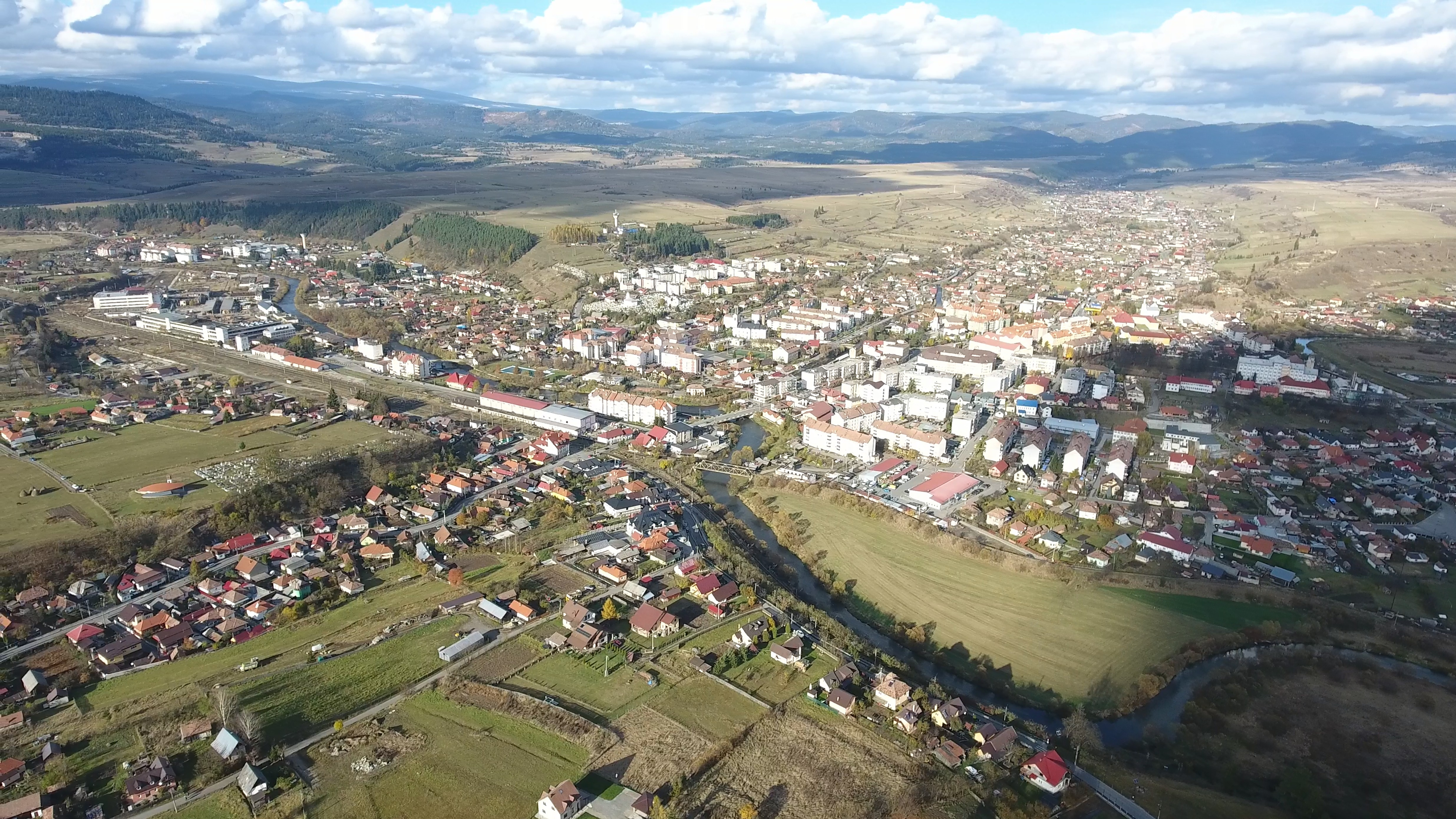

Municipiul Toplița este situat în nordul Depresiunii Giurgeu (Gheorgheni) din Carpații Răsăriteni, pe cursul superior al râului Mureș, fiind încadrat de M-ții Călimani, M-ții Giurgeului și M-ții Gurghiului. La o altitudine de 650 m, în imediata apropiere a orașului este situat izvorul "Bradul", cu un debit de 10 l/sec., având o temperatură de 27,5 °C. Apa acestui izvor este captată într-un bazin, fiind de fapt o piscină cu apă limpede. Al doilea izvor este situat aproape de centrul orașului, în apropierea gării. Izvorul este captat într-un ștrand, având aceeași compoziție cu cea a izvorului "Bradul", cu o temperatură de 25 °C și un debit de 8 l/sec.

## Istoric
Conform coordonatelor istoricului Ptolemeu, în arealul orașului ar fi existat o cetate dacică, Sangidava, nedescoperită pe teren.
În secolul XIII în zonă au început să se stabilească familii de secui.
Prima menționare documentară a localității datează din 1567. Citind documentul care consemnează în anul 1567 înființarea Topliței (se poate verifica la Arhivele Statului din Târgu Mureș), putem afla că Petrichevich Horvath Kozma căpitanul cetății Brâncovenești a înființat o localitate pe terenul lui Bánffy Pál cu denumirea de Taplocza. Aici Petrichevich a adus trei familii din Moldova cu scopul de a exploata pădurea din zonă. Aceste trei familii erau: Antal, Stoian și Zburcea, în total familiile respective erau compuse din 15 suflete. Ce știm despre cel care a înființat și a "botezat" localitatea noastră: strămoșii lui erau din Croația, Petrichevich Horvath Kozma s-a născut în anul 1523 în localitatea Zărand, cu timpul s-a stabilit la Comlod împreună cu soția lui Borbala cu care a avut patru copii. La 30 de ani a ajuns căpitanul cetății din Brâncovenești, astfel în 1567 a înființat localitatea noastră dându-i denumirea de Taplocza, cuvânt care era de origine slavă și înseamnă apă caldă (termală) (această denumire a localității din 1660 a fost schimbată în Toplicza, deoarece se făceau multe confuzii cu localitatea Csík Taplocza – Toplița Ciuc). Cel care a înființat localitatea noastră ajunge căpitan principal al cetății Făgărașului, funcție ce o va deține între anii 1573-1588, după care ajunge prefectul Zărandului, dar tot din anul 1588 ajunge și judecătorul curții regale din Alba Iulia.
A decedat pe data de 7 februarie 1590 la Comlod, unde a fost și înmormântat, în biserica reformată. Familia are urmași și în prezent.
Referitor la românii din Toplița Balázs Orbán narează la 1868 in lucrarea Descrierea Ținutului Secuiesc următoarele:
"Cea mai mare parte a locuitorilor din Toplița sunt români , oameni frumoși,
puternici și muncitori. Portul din Toplița este foarte pitoresc, mai cu seamă hainele de sărbătoare
ale femeilor. Aici nu se poartă catrințe, ci fote care se înfășoară. Deasupra poartă suman de
blană frumos brodat. Sub suman poartă două-trei pieptare de piele sau postav, de mărimi
diferite, care să se vadă sub suman, brodate cu trandafiri și lalele, fiecare, după situația sa materială.
Este o mare laudă să-și ia cineva de nevastă o fată cu trei pieptare. De altfel, aristocrația
aceasta vestimentară își are originea în Orient, la turci și armeni, și chiar la greci. Nevestele
tinere poartă basmale brodate turcește și se îmbrobodesc în formă de turbane. Fetele tinere
umblă în capul gol, purtând cunună virginală. În picioare poartă cizme roșii. Bărbații poartă
cămăși lungi și largi, frumos brodate, încinși cu șerpar și cu cojoc de piele. Pe cap poartă
pălărie cu borul lat sau căciuli din blană de miel . Feciorii de însurat poartă flori la pălărie.
Mulți poartă opinci în loc de cizme"(Vol. II, p. 135).
Toplița fost declarat oraș în 1956, iar în 2002 a fost declarat municipiu.

## Etimologie
De-a lungul anilor, orașul a trecut prin mai multe schimbări de nume: Taplócza, Toplicza, Gyergyó-Toplicza, din 3 februarie 1861 Oláh-Toplicza, apoi în 1 ianuarie 1907 Maroshévíz, până în 1918, când a primit numele Toplița Română. În ambele limbi, maghiară și română, numele înseamnă "izvor de apă caldă"; primul este un cuvânt din limba română de origine slavă.

## Demografie
Componența etnică a municipiului Toplița
     Români (68,49%)
     Maghiari (22,11%)
     Romi (3,64%)
     Necunoscută (5,62%)
     Altă etnie (0,14%)
Componența confesională a municipiului Toplița
     Ortodocși (67,5%)
     Romano-catolici (19,19%)
     Reformați (3,9%)
     Penticostali (1,31%)
     Necunoscută (5,8%)
     Altă religie (2,27%)
Conform recensământului efectuat în 2011, populația municipiului Toplița se ridică la 13.929 de locuitori, în scădere față de recensământul anterior din 2002, când se înregistraseră 15.880 de locuitori. Majoritatea locuitorilor sunt români (68,49%). Principalele minorități sunt cele de maghiari (22,11%) și romi (3,64%). Pentru 5,62% din populație, apartenența etnică nu este cunoscută.
Din punct de vedere confesional, majoritatea locuitorilor sunt ortodocși (67,51%), dar există și minorități de romano-catolici (19,2%), reformați (3,91%) și penticostali (1,31%). Pentru 5,8% din populație, nu este cunoscută apartenența confesională.
030006000900012.00015.00018.000195619661977199220022011populațiePopulația istorică din Toplița
Date: Recensăminte sau birourile de statistică - grafică realizată de Wikipedia

## Politică și administrație
Municipiul Toplița este administrat de un primar și un consiliu local compus din 17 consilieri. Primarul, Dumitru Olariu[*], de la Partidul Social Democrat, este în funcție din octombrie 2020. Începând cu alegerile locale din 2024, consiliul local are următoarea componență pe partide politice:
|  | Partid                                 | Consilieri | Componența Consiliului | Componența Consiliului | Componența Consiliului | Componența Consiliului | Componența Consiliului | Componența Consiliului | Componența Consiliului |
|  | -------------------------------------- | ---------- | ---------------------- | ---------------------- | ---------------------- | ---------------------- | ---------------------- | ---------------------- | ---------------------- |
|  | Partidul Național Liberal              | 7          |                        |                        |                        |                        |                        |                        |                        |
|  | Partidul Social Democrat               | 6          |                        |                        |                        |                        |                        |                        |                        |
|  | Uniunea Democrată Maghiară din România | 3          |                        |                        |                        |                        |                        |                        |                        |
|  | Alianța pentru Unirea Românilor        | 1          |                        |                        |                        |                        |                        |                        |                        |

## Economie

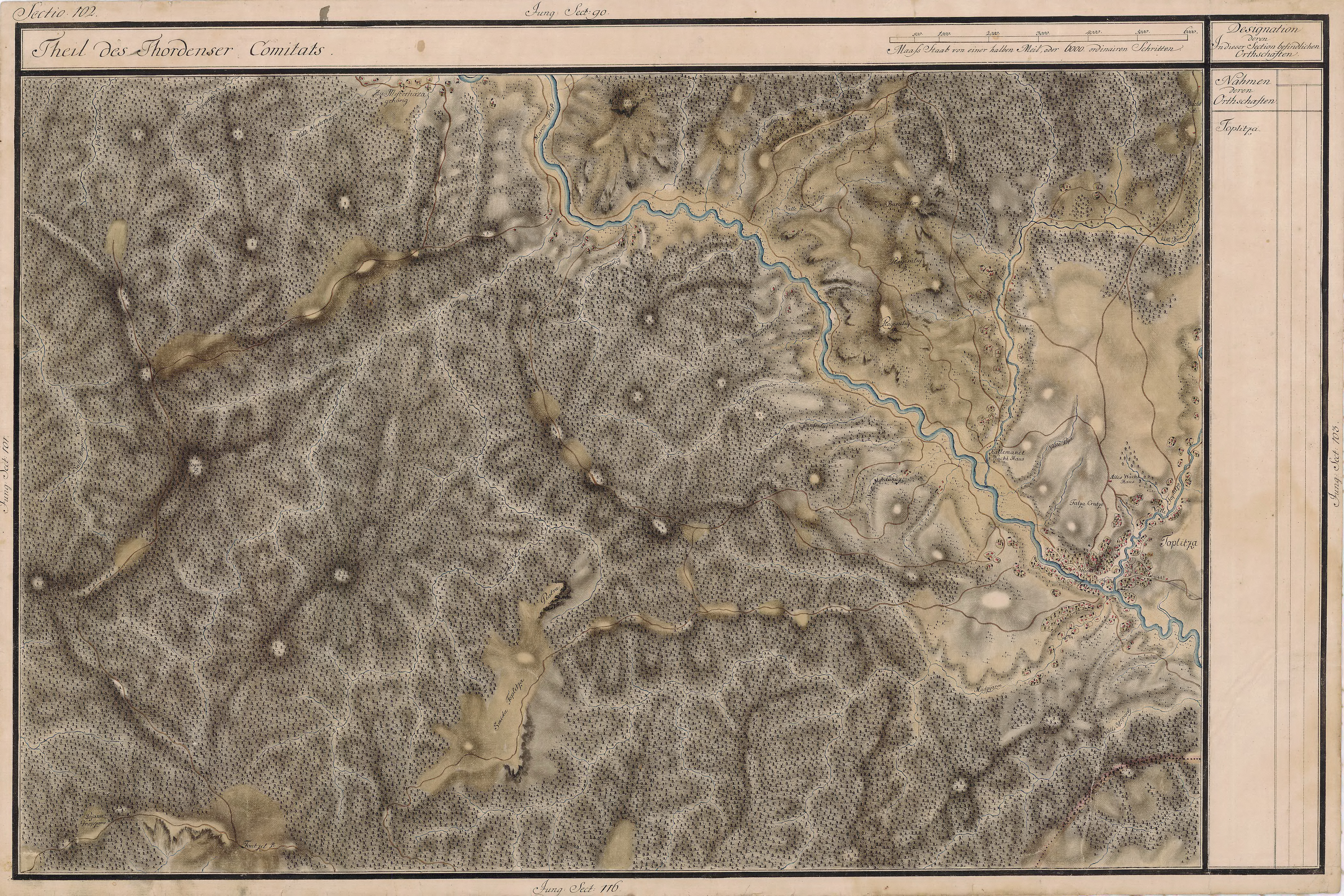
Toplița în Harta Iosefină a Transilvaniei, 1769-73, sub denumirea de Toplitza.

Principala ramură economică a municipiului este industria de exploatare și prelucrare a lemnului (fabrici de mobilă, cherestea, PAL). Este dezvoltată și industria textilă (tricotaje), de încălțăminte, alături de cea agricolă, de panificație, turism și transport.

## Educație
În municipiul Toplița se află cinci școli, dintre care trei licee. Acestea sunt: Școala Gimnazială „Miron Cristea”, Școala Gimnazială "Sfântu Ilie", Liceul Teoretic „O.C. Tăslăuanu”, Colegiul Național „Mihai Eminescu”, Liceul Teoretic "Kemeny János" și Școala Gimnazială „Andrei Șaguna”.

## Obiective turistice

### Pârtiile de schi

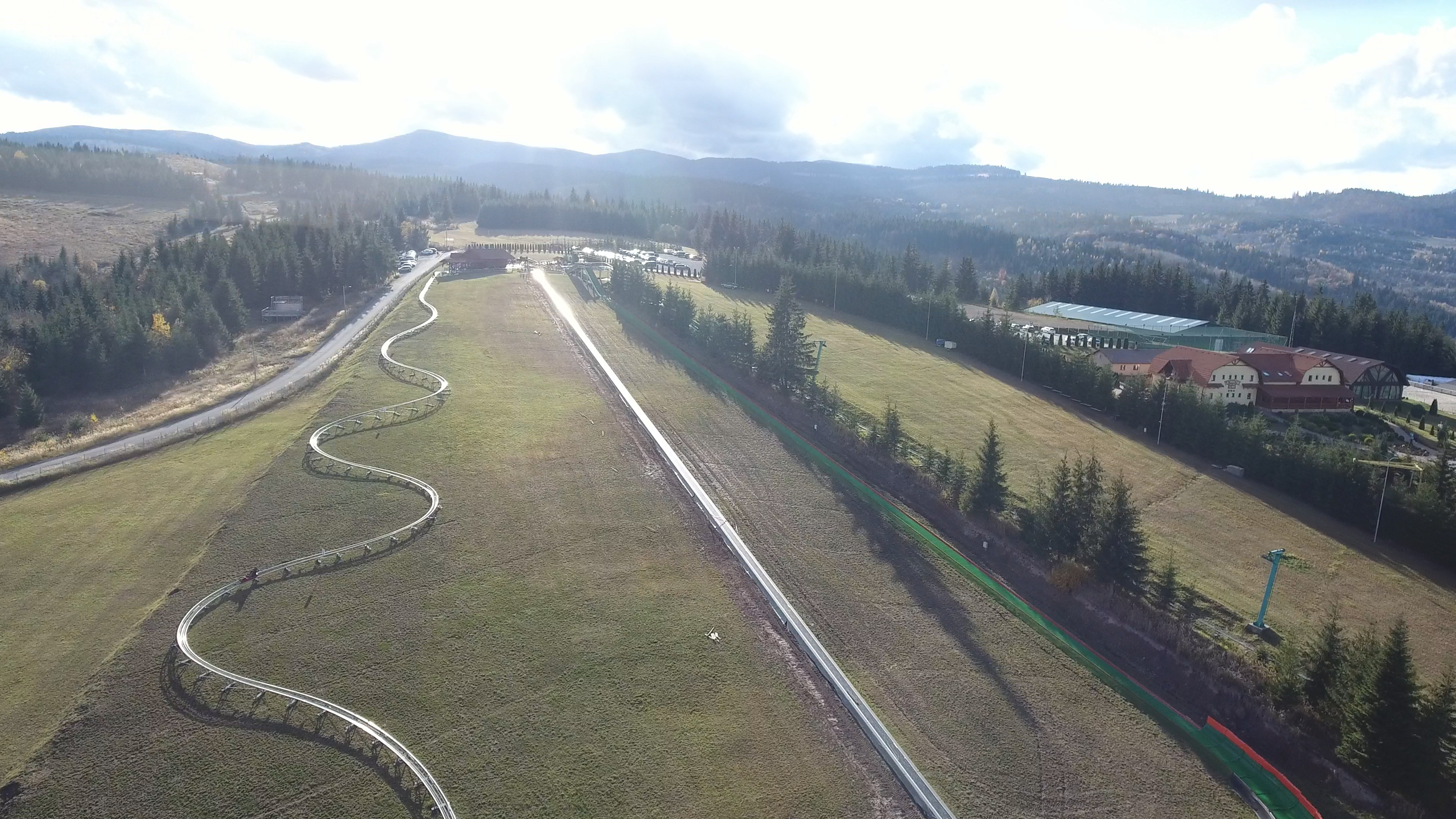

Pârtia Măgheruș a fost amenajată în anul 1999, având o lungime de 460 m si un grad de dificultate mediu, fiind mai apoi dotată cu instalație de nocturnă.
Ulterior s-a achiziționat și pus în funcțiune instalația pentru producerea zăpezii artificiale, iar mai apoi a urmat construirea ski-barului și a unui centru de închirieri, ambele situate la baza pârtiei Măgheruș.
În anul 2007 a fost amenajată pârtia Bradul având o lungime de 1200 m de dificultate ușoară și dotată cu un teleschi marca Doppelmayr. Datorită înclinației optime și a întreținerii zilnice, pârtia este foarte apreciată de către schiorii din întreagă țară. În anul următor și aceasta a fost dotată cu instalație de înzăpezire și nocturnă.
Din 2020 s-a pus în funcțiune cea mai lungă bandă de transport schiori din Europa de Est. Această bandă de 220 m deservește pe lângă o pârtie de schi și snowboard ideală pentru inițiere și o pârtie de sanie cu aceași lungime.
În 21 august 2021 s-a inaugurat cea mai lungă și modernă pistă de bob din țară. Pistă este dotată cu sistem de siguranță și prevenție modern, aceasta fiind funcțională tot timpul anului chiar și pe timp de ploaie, datorită parbrizelor din dotare. Conform regaulamentului bobul poate fi folosit începând cu vârsta de 3 ani însoțit de un adult, iar de la 8 ani copii pot utiliza instalația singuri.
Un an mai târziu s-a finalizat pista de tubing de 250 m, cea mai lungă din țară, care de asemenea va fi funcțioanală tot timpul anului.
Anual cca. 220.000 turiști vizitează domeniu turistic, reprezentând pilonul de baza a turismului din municipiul Toplița și localităților învecinate, aducând o contribuție importantă economiei zonei.

### Castelul Urmánczy
Castelul Urmánczy din Toplița a fost construit între anii 1903-1906, pe malul râului Mureș de către proprietarul Jeromos Urmánczy după planurile arhitectului Giacomuzzi Virgilio. Castelul are un stil Art Nouveau, combinat cu caracteristicile populare legate de numele lui Károly Kós, un stil special în contextul arhitecturii castelelor din Transilvania. Elementul dominant al castelului este turnul de apă din partea dreaptă a fațadei principale, cu intrarea principală de la parter. În interiorul castelului, salonul principal cu o înălțime de două etaje oferă accesul spre restul camerelor, spre camerele bărbătești cu vedere spre grădină, accesul în sala de mese și apoi apartamentul proprietarilor. La etaj se aflau camerele de copii și camerele de oaspeți, în subsol erau camerele servitorilor, bucătăria, depozitele și pivnița. După naționalizare, până în 1963 castelul a stat gol, după care castelul și clădirile anexe au fost transformate într-un spital. Retrocedarea castelului și a clădirilor anexe aflate în stare de ruină către moștenitorii legali s-a realizat în 2009. După luarea în proprietate, au început activitățile de cercetare și de renovări. În prezent, castelul este fără funcție, dar poate fi vizitat la cerere.

### Stațiunea Bánffy

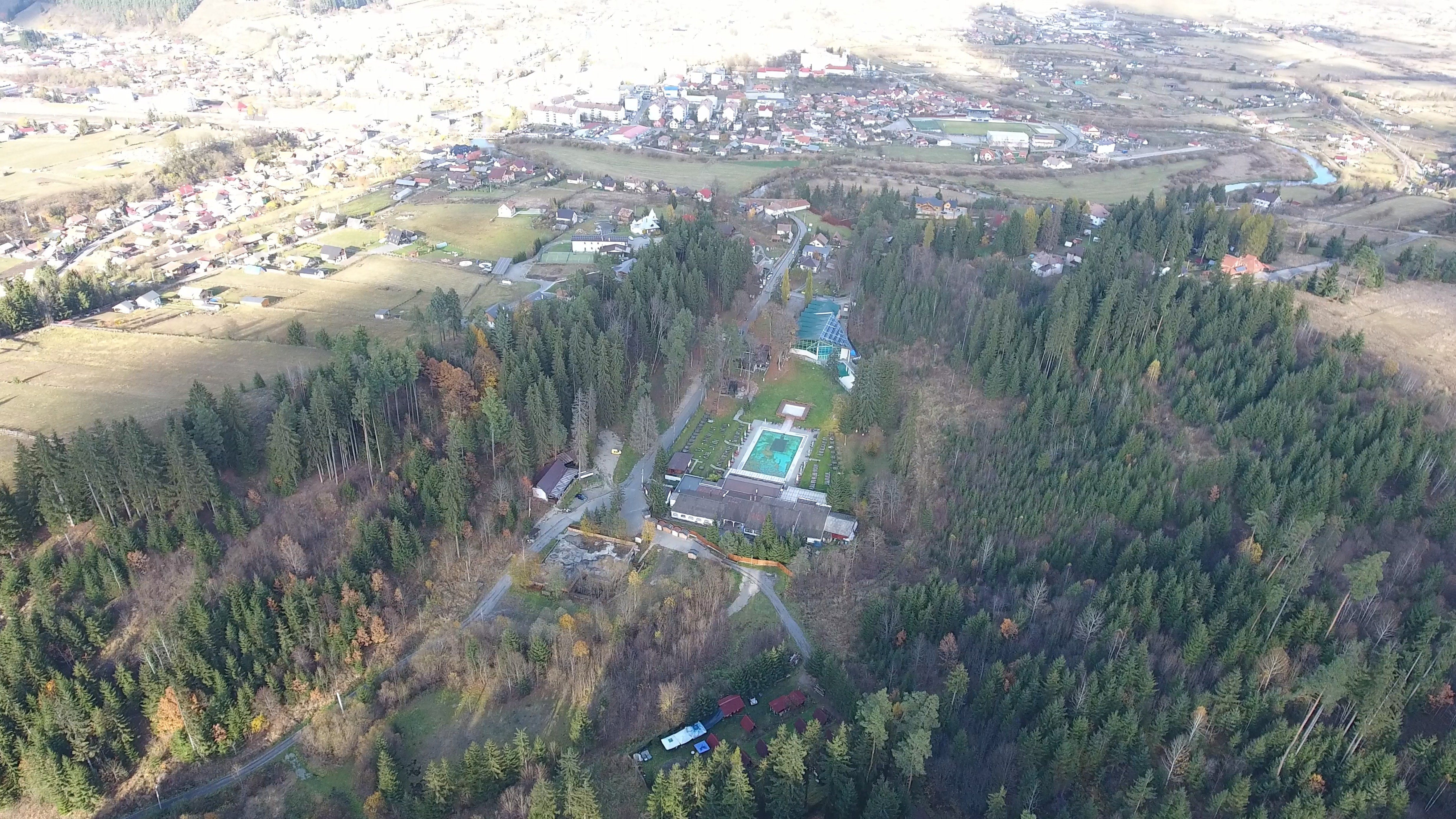

Stațiunea Bánffy sau Bradul este o așezare înconjurată de masivele Munților Gurghiului, Munții Giurgeului și Munților Călimani, ce dau un farmec aparte întregii regiuni.
Simbolul stațiunii a fost vila lui Dezső Bánffy, construită în 1882 și nimicită în 1999. Izvorul Bradul existent în stațiune are un aspect inedit datorită faptului că apa acestuia este caldă, înregistrând o temperatură de 27 grade Celsius și un debit ce atinge 10 litri pe secundă. Apele mezo-termale ale Izvorului sunt captate într-un bazin folosit în activități turistice, bazinul fiind punctul forte care atrage turiști.
Ștrandul se află la 667,2 metri deasupra nivelului mării. În trecut era parte componentă a teritoriului familiei Bánffy. Până în anul 1850 ștrandul era vizitat doar de membrii familiei și invitații lor. Ștrandul de aici era făcut din lemn, iar de jur împrejurul ștrandului erau vestiare. Aceste vestiare au fost demolate de către familia respectivă în 1937 și au construit bazinul de beton având dimensiunile de 33x20, care este și în prezent. Analiza chimică a apei de aici a fost făcută prima oară de un profesor din Innsbruck (Leobisch) în anul 1882, iar în 1893 de Than Károly.

### Altele
- Mănăstirea de călugări de la Toplița a fost ctitorită în anul 1924 de către Miron Cristea, cel care a devenit Patriarh al Bisericii Ortodoxe Române în 1925. Mănăstirea are un muzeu cu colecții de carte veche bisericească, icoane vechi, veșminte și obiecte de cult.
- Biserica din lemn a mănăstirii "Sfântul Ilie", datând din 1842, este monument de plan triconic cu tinda pe latura sudică, formă arhitectonică specifică bisericilor de lemn de pe Valea Bistriței, din Moldova. Biserica exprimă pătrunderea influenței moldovenești în părțile de răsărit ale Transilvaniei. Pereții interiori sunt acoperiți de picturi realizate de Dimitrie Belizarie în 1927 și restaurate între anii 1988-1989.
- Biserica de lemn din Mănăstirea Pârâul Doamnei
- Biserica din lemn din 1876.
- „Conacul Lazăr” din 1829, în prezent Casă de copii.
- Mausoleul Eroilor Români din Primul Război Mondial, situat pe șoseaua Toplița – Borsec, la ieșirea din localitatea Toplița, a fost construit cu sprijinul Societății „Cultul Eroilor“. Inaugurat în anul 1939, mausoleul adăpostește rămășițele pământești a 771 militari români.
- Troița Eroilor Români din Primul Război Mondial. Troița este situată în curtea bisericii românești “Sf. Arhangheli Mihail și Gavriil”. A fost realizată din lemn de stejar, sculptat în 1937, de Cristea Lungu și Constantin Antal, funcționari ai primăriei Toplița, în memoria foștilor luptători pentru întregirea neamului.
- Troița Eroilor Români din Primul și Al Doilea Război Mondial. Este amplasată în curtea bisericii românești "Sf. Nicolae". A fost ridicată de soții Irimia și Ioan Antal, în amintirea eroilor căzuți pe câmpurile de lupte din anii 1914-1919 și 1944, pentru libertatea neamului și a patriei.
- Troița Eroilor Români din Primul și Al Doilea Război Mondial. Troița comemorativă este situată în stânga bisericii românești “Sf. Arhangheli Mihail și Gavriil”. A fost realizată din inițiativa lui Ștefan și Aurelia Teslovan în 1976, în amintirea eroilor căzuți pe câmpul de luptă din 1914-1918 și 1944, pentru libertatea neamului și a patriei.
- Bustul lui Nicolae Bălcescu, realizat de sculptorul Paul Vasilescu.
- Monumentul Lupa Capitolina.

## Vechea mănăstire
Vechea mănăstire s-a numit "Mănăstirea lui Damian Lupu". În documentul "Specificatio 1" se spune că în ea locuia un călugăr neunit, cu numele Luca Mereuț. Mănăstirea dispunea de un arător de 60 găleți și de un fânaț de 18 care de fân.

## Cartiere
Câteva cartiere centrale: Zencani, Cerbului, Sportivilor, Gării, Mihail Kogălniceanu, Cornișa, Aluniș, Vale, Călimănel, Măgheruș, Luncani, Secu.

## Primari
- 2004-2008: Niculae Baciu (independent)
- 2008-2020: Stelu Platon (PNL)
- 2020-2024: Dumitru Olariu (PSD)
- din 2024: Victor-Sebastian Buzilă (PNL)

## Personalități
- Nándor Urmánczy⁠(hu)[traduceți] (1868-1940), jurist, redactor, deputat în Adunarea Națională a Ungariei;
- Miron Cristea (1868-1939), patriarh, prim-ministru al României, membru al Academiei Române;
- Endre Pálfy (1908-1975), filolog, istoric literar;
- George Sbârcea (1914-2005), compozitor și scriitor;
- Mircea Dușa (n. 1955-2022), politician;
- Marius Urzică (n. 1975), gimnast.